# Kainz
Kainz ist ein österreichischer Familienname.

## Namensträger
- Adolf Kainz (1903–1948), österreichischer Kanute
- Alois Kainz (* 1964), österreichischer Politiker (FPÖ), Abgeordneter zum Nationalrat
- Andy Kainz  (* 1974), österreichischer Profitänzer
- Christine Kainz (1927–2004), österreichische Historikerin und Beamte der Post- und Telegraphenverwaltung
- Christoph Kainz (* 1967), österreichischer Politiker (ÖVP)
- Edda Kainz (* 1940), österreichische Skirennläuferin
- Florian Kainz (Softwareentwickler) (* 1969), deutscher Informatiker
- Florian Kainz (* 1992), österreichischer Fußballspieler
- Friedrich Kainz (1897–1977), österreichischen Philosoph und Psychologe
- Gerald Kainz († 2007), österreichischer Chemiker
- Harald Kainz (* 1958), österreichischer Ingenieur, Hochschullehrer und Rektor der TU Graz
- Hedda Kainz (* 1942),  österreichische Politikerin (SPÖ)
- Josef Kainz (1858–1910), österreichischer Schauspieler
- Josef Alexander Kainz, österreichischer Eisenbahnbeamter und Schauspieler
- Josef Wolfgang Kainz (1773–1855), österreichischer Sänger (Bass)
- Julius Kainz (1935–2016), österreichischer Verlagsmanager
- Katharina Kainz (1767–1836), deutsche Sängerin
- Käthe Kainz (1913–1996), österreichische Politikerin (SPÖ), Mitglied des Bundesrates
- Kelly Kainz (* 1975), britische Tänzerin
- Lukas Kainz (* 1995), österreichischer Eishockeyspieler
- Manfred Kainz (Politiker) (* 1960), österreichischer Politiker (ÖVP)
- Manfred Kainz (Rennfahrer) (* 1972), österreichischer Motorradrennfahrer
- Marion Kainz (* 1966), deutsche Filmregisseurin
- Mike Kainz (* 1993), deutscher Pâtissier
- Othmar Kainz (1927–2011), österreichischer Architekt
- Tobias Kainz (* 1992), österreichischer Fußballspieler
- Tony Kainz (* 1986), deutscher Schauspieler
- Walter Kainz (Komponist) (1907–1994), österreichischer Musiker und Komponist
- Walter Kainz (Schriftsteller) (1918–1996), österreichischer Jurist und Schriftsteller
- Walter Kainz (Schauspieler), Schauspieler und Sprecher
- Walter Kainz (Bildhauer) (* 1958), österreichischer Bildhauer

Weiterhin gibt es
- die Kainz-Medaille, eine Auszeichnung im Theater- und Filmbereich